# Zoé de Gamond
Zoé Charlotte de Gamond (* 11. Februar 1806 in Brüssel; † 28. Februar 1854 ebenda) war eine belgische Pädagogin und Feministin, die unter dem Pseudonym Marie de G*** schrieb.

## Leben
Zoé de Gamond stammte aus einer wohlhabenden, liberalen und intellektuellen Familie. Ihr Vater, Pierre-Joseph de Gamond, war Avoué in der Brüsseler Anwaltskammer, Berater am Brüsseler Berufungsgericht und Dozent an der Université libre de Bruxelles. Ihre Mutter, Isabelle-Angélique de Lados, war adliger Abstammung und führte in den 1820er Jahren politische und philosophische Salons. Sie starb bereits im Jahr 1829.
Zoé de Gamond und ihre Schwester Élisa bewegten sich in der Zeit vor der Belgischen Revolution von 1830 und kamen in den Salons ihrer Mutter mit Politik und Gesellschaftsfragen in Berührung. Später hielten die Schwestern selber zweimal pro Woche Salons ab, wie es ihre Mutter getan hatte.
Zoé de Gamond wurde zunächst eine Anhängerin von Saint-Simon. Tatsächlich charakterisiert der Historiker John Bartier die Schwestern als „Priesterinnen des Saint-Simonismus“, die die Lehre „mit Eifer und Erfolg“ verbreiteten. Die von den Saint-Simonisten vertretenen Theorien zur sexuellen Emanzipation erschienen ihnen jedoch viel zu gewagt.

„Si les saint-simoniens ou plutôt les enfantinistes ont abordé pleinement le sujet de la condition actuelle des femmes et se sont montrés justes et solides dans la partie critique de leurs théories, ils se sont montrés inhabiles et grossiers dans la partie créatrice et affirmative. Leurs principes n'ont abouti qu'à faire monter la rougeur au front des femmes, et à leur faire souhaiter que l'on ne s'occupât point de leur sort plutôt que de s'en occuper pour un tel scandale.“

„Während die Saint-Simonisten oder besser gesagt die Enfantinisten das Thema der gegenwärtigen Lage der Frauen voll und ganz aufgriffen und sich im kritischen Teil ihrer Theorien als gerecht und solide erwiesen, erwiesen sie sich im kreativen und aufklärerischen Teil als unfähig und plump. Ihre Grundsätze führten nur dazu, dass den Frauen die Röte auf die Stirn stieg und sie sich wünschten, man würde sich lieber gar nicht um ihr Schicksal kümmern, als sie mit einem solchen Skandal zu belegen.“

Zoé de Gamond wandte sich vom Saint-Simonismus ab und den utopischeren Theorien des Ökonomen Charles Fourier zu. De Gamond wurde mit ihrem Buch Fourier et son système zu einer anerkannten Interpretin der Ansätze Fouriers.
Am 18. Mai 1835 heiratete Zoé de Gamond den italienischen Maler Jean Baptiste Gatti, mit dem sie drei Kinder hatte, darunter Isabelle Gatti de Gamond. Da die Eltern gegen diese Verbindung waren, musste sie bis zu deren Tod warten, um heiraten zu können. Da sie zum Zeitpunkt ihrer Heirat eine Waise war, erhielt sie die Zustimmung zur Heirat von ihrer Großmutter väterlicherseits, Marie Anne Florentin.
In den frühen 1830er Jahren unterstützte sie aktiv politische Exilanten aus Italien und Polen, indem sie sich in den von Adolphe Bartels gegründeten Komitees für politische Flüchtlinge engagierte. In diesem Zusammenhang organisierte sie eine Ausstellung von Kunstgegenständen und Handarbeiten, die in einer Lotterie zugunsten politischer Flüchtlinge am Rande der Grand-Place in Brüssel verlost wurden. Diese erste Ausstellung in Brüssel war so erfolgreich, dass Damen aus mehreren flämischen Städten de Gamond bei der Organisation einer weiteren Ausstellung in Gent behilflich waren. De Gamond wurde für einige Zeit zu einem Symbol für politisches Engagement.
In den 1830er Jahren zog das Ehepaar Gatti de Gamond von Brüssel nach Paris.
Mit der Unterstützung eines reichen englischen Fourieristen, Arthur Young, kauften sie im September 1841 die heruntergekommenen Anlagen des Klosters Cîteaux in Saint-Nicolas-lès-Cîteaux, um dort eine Phalanstère, eine Produktions- und Wohngenossenschaft im Sinne Fouriers zu errichten. Diese Phalanstère, die bis 1846 in Betrieb war, erwies sich als finanzielles Desaster. Tatsächlich war sie für 600 Personen ausgelegt, doch Anfang 1843 beherbergte sie nur 167 Personen.
Das finanziell ruinierte Ehepaar Gatti-De Gamond kehrte nach Brüssel zurück, wo sie verarmt leben mussten, ohne dass de Gamond ihre Vorstellungen von einer besseren Gesellschaft aufgab. Sie entwickelte weiter ihre Schulpläne.
Dank der Unterstützung von Charles Rogier wurde Zoé de Gamond mit königlichem Erlass vom 21. Juni 1847 zur Inspektorin für Kindergärten, Grund- und Normalschulen ernannt. Es war das erste Mal, dass eine Frau ein solches Amt bekleidete. Diese Funktion setzte ihren finanziellen Schwierigkeiten vorübergehend ein Ende. Nach ihrem Tod wurde das Amt jedoch einfach wieder abgeschafft.
Zoé de Gamond starb am 28. Februar 1854 im Alter von 48 Jahren in relativer Anonymität. Die Zeitung L'Étoile belge meldet ihren Tod am 4. März 1854 mit den Zeilen: „[Mme] Gatti de Gamond était une de nos femmes les plus instruites et elle a publié un grand nombre d’écrits dont plusieurs très recommandables.“

## Ansichten
Zoé de Gamond setzte sich für die Emanzipation der Frauen durch Bildung ein: Sie war davon überzeugt, dass die Bildung der Frauen ein Faktor für ihre Emanzipation ist. Denn Gesetze allein würden nicht ausreichen, um sie den Männern gleichzustellen. Man müsse also auf die Einstellung einwirken. Bildung spielte für sie die vorrangige Rolle bei der Entfaltung der Stellung der Frau.
Zoé de Gamond favorisierte insbesondere das Kunsthandwerk als mögliches Feld der Emanzipation, da die Kunsthandwerkerinnen durch ihre Arbeit den Männern gleichgestellt seien. Sie war nicht der Ansicht, dass Männer und Frauen völlig gleich werden sollten, da sie die Unterschiede auch als Quelle für soziale Harmonie und den Zusammenhalt der beiden Geschlechter sah. Dennoch war sie der Ansicht, dass echte Bildung für ein harmonisches Zusammenleben von Männern und Frauen erforderlich sei. Im Einklang mit dieser Idee wollte Zoé de Gamond das Bildungssystem reformieren.
In ihrem Buch De la condition sociale des femmes au XIXe siècle et de leur éducation publique et privée ruft sie zur weiblichen Solidarität auf, indem sie schreibt:

„C’est avec les femmes de toutes les conditions et de toutes les classes, que je veux que les femmes s’associent de cœur et d’esprit. […] Je veux que le pacte social, cessant d’être un mot vide de sens pour les femmes, leur devienne obligatoire, qu’elles se soutiennent en toute chose, que les riches partagent avec les pauvres, que les puissantes sympathisent avec les humbles.“

„Ich will, dass Frauen aller Stände und Klassen sich mit Herz und Verstand zusammenschließen. [...] Ich will, dass der Sozialpakt für Frauen nicht länger ein leeres Wort ist, sondern für sie verbindlich wird, dass sie einander in allen Dingen unterstützen, dass die Reichen mit den Armen teilen, dass die Mächtigen mit den Niedrigen sympathisieren.“

Im Rahmen ihres Projekts zur Frauenbildung befürwortete Zoé de Gamond zwei Arten von Schulen für Mädchen. Die eine wäre für Mädchen aus der Unterschicht, in denen der Unterricht kostenlos erteilt werden sollte. Der Lehrplan sollte sich auf Lesen, Rechnen, Schreiben und Morallehre beschränken. Die andere, kostenpflichtige Schule, wäre Schülerinnen vorbehalten, deren Eltern über mehr finanzielle Mittel verfügen. Die Gewinne, die in der zweiten Schulart erzielt werden, werden zur Finanzierung der ersten Schulart verwendet. Zoé de Gamond sah drei verschiedene Stufen in diesen Schulen vor: Erstens den reinen Aufsichtsunterricht für Kinder im Alter von zwei bis sechs Jahren. Zweitens die Grundschulen, in denen das Hauptanliegen darin bestehen würde, Moralunterricht zu erteilen, um die intellektuellen Fähigkeiten zu entwickeln. In der letzten Stufe würden die Lernstunden auf religiöse Übungen, Morallehren, Lesen, Schreiben, Rechnen und die notwendigen körperlichen Übungen verwendet werden, gefolgt von Handarbeit.  Dank dieser Ausbildung könnten die Mädchen verschiedene Berufe ausüben, wie zum Beispiel Modistin, Friseurin, Floristin, Stickerin, Spitzenklöpplerin, Büglerin, Wäscherin oder Köchin. 1835 eröffnete Zoé de Gamond zusammen mit ihrer guten Freundin Eugénie Poulet eine Schule für Mädchen aus der Arbeiterklasse und ein Lehrerinnenseminar zur Ausbildung von Lehrerinnen. Diese Art von Schule wurde ein großer Erfolg.
Zoé de Gamond befasste sich auch mit der Bildung armer Frauen aus der Oberschicht, für die sie sich eine Ausbildung vorstellte, die sie zum Unterrichten befähigen sollte. In diesem Zusammenhang befürwortete sie ein höheres Lehrerinnenseminar, das Moral-, Geistes- und Physikwissenschaften vermitteln sollte, Themen, die bis dahin den Männern vorbehalten waren. Der Lehrplan einer solchen Schule soll Kurse in Geschichte, Geografie, Literatur, Grammatik, stilistischer Logik, literarischer Komposition und Arithmetik sowie einen speziellen Kurs in Pädagogik umfassen. De Gamond selbst unterrichtete in ihrer Schule französische Literatur, Komposition und Italienisch. Eugénie Poulet unterrichtete die Fächer Geschichte und Geografie. Giovanni Gatti unterrichtete Zeichnen und eine Mademoiselle Abas Mathematik und Buchführung.
Zoé de Gamond setzte alles daran, ihr Projekt zu verwirklichen, war aber zunächst durch mangelnde Finanzierung gebremst. Es fehlte an Unterstützung durch den Staat. Dieses Geldproblem wurde dann unter anderem von der Königin gelöst, die einen Zuschuss von 200 Francs anbot, mit dem wesentliche Lehrkräfte bezahlt werden konnten.

## Wesentliche Werke
Zoé de Gamond veröffentlichte zahlreiche Artikel in Recueil encyclopédique belge, in der Zeitschrift für italienische Literatur L'Exilé oder auch in L'Artiste, hauptsächlich als Kunst- und Literaturkritikerin.
Mitte der 1830er Jahre schrieb sie auch über den Feminismus. Sie schrieb Fourier et son système, ein Werk über Fouriers Philosophie, das fünfmal neu aufgelegt und auch ins Englische übersetzt wurde.
In Paris traf sie Jan Czyński wieder, den sie als Leiterin eines Damenkomitees kennengelernt hatte, und mit dem sie 1838 einen der ländlichen Emanzipation gewidmeten Roman namens Le Roi des paysans („Der Bauernkönig“) schrieb. Sie gab, ebenfalls mit Czyński, von 1839 bis 1840 die Zeitschrift Le Nouveau Monde heraus. Sie veröffentlichte mehrere Lehrbücher sowie ein Werk über Irrenanstalten. Ebenfalls 1840 erschien in Paris Réalisation d'une commune sociétaire d'après la théorie de Charles Fourier. Darin entwickelte sie die These, dass unser soziales Umfeld uns vorausgeht und „weder das Eigentum noch die Familie abgeschafft werden können“.
1846 erschien in Brüssel Le Monde Invisible ("Die unsichtbare Welt"), ein Roman, in dem de Gamond ihre moralischen Gedanken weiterentwickelt und auch ihre relativ starken religiösen Vorstellungen einbringt. Im selben Jahr hatte die Société des Sciences, des Lettres et des Arts du Hainaut einen Wettbewerb ausgeschrieben, der die folgende Frage aufwarf: „Welches sind die Rechte und Pflichten des Proletariers in einer gut organisierten Gesellschaft?“ Sie beantwortete diese Frage mit ihrem Werk Paupérisme et association („Armut und Vereinigung“). 1850 veröffentlichte sie in Brüssel Les Notions les plus pratiques des sciences naturelles appliquées aux usages de la vie („Die praktischsten Begriffe der Naturwissenschaften, angewandt auf die Gebräuche des Lebens“). 1851 veröffentlichte de Gamond Des lectures historiques belges ebenfalls in Brüssel.